# خلية شمية مغمدة
الخلايا الشميَّة المغمدة (اختصارًا OECs)، والمعروفة أيضًا باسم الخلايا الدبقية الشميّة المغمدة أو الخلايا الدبقية الشميّة، هي نوع من الخلايا الدبقية الكبيرة (الدبقية الشعاعية) الموجودة في الجهاز العصبي. تُعرف أيضًا باسم خلايا شوان الشمية، لأنها تغلف المحاور غير النخاعية للخلايا العصبية الشمية بالطريقة نفسها التي تغلف بها خلايا شوان الخلايا العصبية الطرفية غير النخاعية. كما أنها تشترك في خاصية المساعدة في تجديد المحوار العصبي.
تكون الخلية الشمية المغلفة قادرة على بلعمة البقايا المحورية في الجسم الحي، وفي المختبر هي بكتيريا البلعمة. يُعتقد أن الخلايا الدبقية الشمية التي تعبر عن إنزيم الليزوزيم المضاد للميكروبات (LYZ) تلعب دورًا مهمًا في الحماية المناعية في الغشاء المخاطي، حيث تتعرض الخلايا العصبية مباشرة للبيئة الخارجية.
اختبرت الخلية الشمية المغلفة بنجاح في التجديد المحوري التجريبي في الفئران البالغة مع تلف الحبل الشوكي الرضحي، وتجري حاليًا التجارب السريرية للحصول على مزيد من المعلومات حول إصابات الحبل الشوكي والأمراض العصبية التنكسية الأخرى.

## الأصل
تنتشر الخلية الشمية المغلفة في الجهاز العصبي المحيطي داخل الظهارة الشمية والعصب الشمي. توجد الخلايا الشمية المغلفة في الجهاز العصبي المركزي داخل الطبقتين الخارجيتين للبصلة الشمية. تمد الخلايا العصبية الشمية البدائية محاورها أثناء التطور من اللوح الشمي، عبر اللحمة المتوسطة، نحو الحويصلة الدماغية. بعد الوصول إلى الحويصلة الدماغية، تغطي الحويصلة طبقة صغيرة من الخلايا والمحاور. تغزو المحاور الشمية الصفيحة القاعدية للدبقية المحدودة والبصلة الشمية لتكوين العصب الشمي والطبقات الكبيبية. يؤدي جزء بسيط من السلائف المهاجرة إلى ظهور الخلايا الدبقية الشمية التي تعيش في العصب الشمي والطبقات الكبيبية. تتفاعل الخلايا الشمية المغلفة والخلايا النجمية مع بعضها البعض لتشكيل حدود دبقية جديدة. تتميز الخلايا الشمية المغلفة عن الخلايا الدبقية الأخرى في أصلها النمائي لأنها موجودة في الجهاز العصبي المحيطي وكذلك في الجهاز العصبي المركزي. كما أنها تتشكل على حزم من محاور عصبية حسية شمية بطريقة تختلف عن تكوّن النخاع.

## المهام
الخلايا الشمية المغلفة هي خلايا دبقية شعاعية تؤدي مجموعة متنوعة من الوظائف داخل نظام الشم هم بلعمة بقايا المحور العصبي والخلايا الميتة. عندما ترتب في طبق بتري (في المختبر)، فإنها تعد بكتيريا بلعمة. أظهرت دراسات متعددة أن الخلايا الشمية المغلفة قد تساعد في علاج إصابة الحبل الشوكي (SCI) بسبب خصائصها المتجددة في الجهاز العصبي المحيطي ووجودها في الجهاز العصبي المركزي. من المعروف أيضًا أن الخلايا الشمية المغلفة تدعم وتوجه المحاور الشمية، وتنمو من خلال الندوب الدبقية، وتفرز العديد من العوامل التغذوية العصبية.
تعبر الخلايا الشمية المغلفة عن العلامات الدبقية مثل البروتين الحمضي الليفي الدبقي، s100، وp75، والعلامات الدبقية الشعاعية مثل النيستين والفيمينتين، والتي قد تساعد الباحثين بشكل أكبر في فهم خصائص وضع العلامات لهذه الخلايا الدبقية المتخصصة.